# Vasasszonyfa
Vasasszonyfa es un pueblo ubicado en el distrito de Szombathely, condado de Vas, Hungría.

## Superficie
Posee una superficie de 10,65 kilómetros cuadrados.

## Demografía
Hasta 2022 la población era de 406 habitantes, con una densidad de población de 38,12 habitantes por kilómetro cuadrado.